# 美壳虫
美壳虫（学名：Euchitonia furcata）为孔盘虫科美壳虫属的动物。分布于北太平洋、加利福尼亚海以及西沙群岛、西沙北海槽、广东及福建外海等。